# 山口金融集團
株式會社山口金融集團(東證1部：8418)（株式会社山口フィナンシャルグループ、やまぐちふぃなんしゃるぐるーぷ、英文名Yamaguchi Financial Group, Inc.），由地方銀行的山口銀行、北九州銀行和第二地方銀行的紅葉控股組成的金融控股公司。2006年10月2日改組。簡稱為YMFG（"Y"的「Yamaguchi」、"M"的「Momiji」英文字頭）、山口FG。

商标

本店的山口縣下關市竹崎町4丁目（現在為山口銀行總店）、代表取締役社長的山口銀行社長福田浩一委任（紅葉控股社長森本弘道，則為委任董事長）。紅葉控股旗下紅葉銀行合併已在2007年4月1日完成。

## 附屬公司
- 山口銀行
  - 山口DC信用卡
- 北九州銀行
- 紅葉控股
  - 紅葉銀行（原稱廣島總合銀行及瀨戶內銀行）

## 外部連結
- 紅葉銀行 momijibank.co.jp （页面存档备份，存于）
- 山口金融集團網站 ymfg.co.jp （页面存档备份，存于）